# Cha rơi
Cha rơi là một bộ phim truyền hình được thực hiện bởi Công ty Sóng Vàng do Nguyễn Phương Điền làm đạo diễn. Phim phát sóng vào lúc 21h00 từ thứ 2 đến thứ 6 hằng tuần, bắt đầu từ ngày 16 tháng 9 năm 2014 và kết thúc vào ngày 5 tháng 11 năm 2014 trên kênh VTV9.

## Nội dung
Cha rơi xoay quanh giữa cuộc đời của 3 người cha, mỗi người đều có những hoàn cảnh riêng với nhiều nỗi niềm chôn giấu. Ông Ba Trí (NSƯT Thanh Nam) là một cán bộ lão thành có con cháu đông đúc, thành đạt. Vậy mà ông lại cô đơn quạnh hiu tuổi già khi bị các con ra sức phê phán mối tình già đơn sơ, chân thật. Cha con ông Toàn (Thái Hòa) phải sống trong cảnh nghèo túng. Ông sống mặc kệ những lời gièm pha về tư cách đạo đức khi bị nghi ngờ nhiều lần giở trò đồi bại với chính đứa con gái của mình. Nhưng mối thâm tình của họ chứa đựng uẩn khúc mà không ai thấu hiểu. Hay ông Định (NSƯT Thành Lộc), một trí thức thông kim bác cổ luôn sống với vẻ bề ngoài lạc quan, bình thản nhưng trong lòng mang nỗi đau về một mối tình.

## Diễn viên
- NSƯT Thanh Nam trong vai Ba Trí[1]
- NSƯT Thành Lộc trong vai Định[1]
- Thanh Hằng trong vai Bà Nguyệt[1]
- Thái Hòa trong vai Toàn[1]
- Ngọc Lan trong vai Cẩm Hường[1]
- Huỳnh Đông trong vai Triệu[1]
- Hoài Lâm trong vai Tuấn[1][3]
- Hoàng Oanh trong vai Tâm
- Thành Đạt trong vai Lâm
- Chấn Cường trong vai Dũng
- Minh Nhí trong vai Sang

Cùng một số diễn viên khác....

## Nhạc phim
- Về bên cha

Sáng tác: Vũ Đức Sao Biển
Thể hiện: Hoài Lâm
- Cha rơi

Sáng tác: Lex Vũ
Thể hiện: Hoài Lâm

## Sản xuất
Bộ phim do Nguyễn Phương Điền làm đạo diễn, kịch bản viết bởi Nguyễn Quý Dũng. Theo Quý Dũng, ông đặt tên cho phim là "Cha rơi" vì "người ta thường chỉ đề cập đến người phụ nữ với những trăn trở đau buồn... Nhưng đàn ông chúng tôi cũng có nhiều tâm sự lắm", cũng như cho biết ông lấy cảm hứng kịch bản từ dãy nhà trọ ngay phía trước nhà biên kịch "nảy sinh rất nhiều vấn đề". Ba vai diễn chính của bộ phim được giao lần lượt cho NSƯT Thanh Nam, NSƯT Thành Lộc và Thái Hòa. Dù không phải là vai diễn đầu tiên trong một bộ phim truyền hình, Hoài Lâm cho biết anh đã nghiên cứu kịch bản vô cùng cẩn thận và tham khảo kinh nghiệm từ những người đi trước nhằm hòa mình vai diễn vì "cảm nhận được tính nhân văn sâu sắc của bộ phim". Để hóa thân vào vai diễn của mình, Thái Hòa đề nghị với đạo diễn mua áo của một người lượm ve chai và mặc vào diễn luôn. Diễn xuất của ông được đánh giá là xuất sắc đến nỗi khi bước vào nơi quay phim, nhiều người ở xóm trọ đã tưởng ông là người lượm ve chai thật và đuổi đi.

## Đón nhận
Tại thời điểm phát sóng, dù không có "trai xinh gái đẹp" trong phim, Cha rơi đã nhận về những phản hồi tích cực từ người xem, được cho là vì diễn xuất thực lực của dàn diễn viên, nội dung tình tiết thú vị và những câu nói cùng thông điệp ý nghĩa. Viết cho Bản tin Hiệp Thông của Hội đồng Giám mục Việt Nam, tác giả Gia Kỳ khen ngợi bộ phim khi "khiến khán giả truyền hình rơi… nước mắt" và ghi nhận nhân vật Ba Trí do NSƯT Thanh Nam thủ vai đã góp phần vào thành công cho bộ phim. Bộ phim sau đó đoạt Huy chương vàng tại Liên hoan Truyền hình toàn quốc lần thứ 34 và giải Cánh diều vàng năm 2014 cho hạng mục phim truyện truyền hình.

## Giải thưởng
| Năm  | Giải thưởng                                | Hạng mục                     | (Người) đề cử   | Kết quả        | Tham khảo           |
| ---- | ------------------------------------------ | ---------------------------- | --------------- | -------------- | ------------------- |
| 2014 | Liên hoan Truyền hình Toàn quốc lần thứ 34 | Phim truyện                  | —               | Giải vàng      | [ 9 ] [ 10 ] [ 11 ] |
| 2014 | Giải Cánh diều                             | Phim truyện truyền hình      | —               | Cánh diều vàng | [ 5 ] [ 8 ] [ 12 ]  |
| 2014 | Giải Cánh diều                             | Biên kịch xuất sắc           | Nguyễn Quý Dũng | Đoạt giải      | [ 5 ] [ 8 ] [ 12 ]  |
| 2014 | Giải Cánh diều                             | Nam diễn viên chính xuất sắc | Thái Hòa        | Đoạt giải      | [ 5 ] [ 8 ] [ 12 ]  |